# Gerardo Panno
Gerardo Panno (Roma, 4 giugno 1959 – Roma, 4 giugno 2012) è stato un conduttore radiofonico, autore radiofonico e giornalista musicale italiano.

## Carriera
Laureato in filosofia della scienza alla Sapienza di Roma, debuttò in radio nel 1980. Da Radio Città Futura di Roma approdò in seguito in Rai: inizialmente 1985 a RaiStereoDue, dove lavorò dal 1985 al 1990. Alla fine degli anni 80 iniziò l'attività di giornalista musicale freelance collaborando con periodici e siti Web. Tra anni ottanta e novanta, fu attivo in vari campi: DJ, curatore di compilation videomusicali, autore televisivo. In Rai lavorò ancora come consulente, presentatore, inviato, curatore, organizzatore di concerti ed eventi. La sua esperienza a StereoRai si concluse nel 1993, anno in cui passò a Radio 2 restandoci fino al 2002. Fu quindi a Radio 1, in cui in particolare condusse il programma Village dal 2003 al 2009, e dal 2009 di nuovo a Radio 2.
Nel 1992 si sposò con Francesca Maria Bersani e quattro anni dopo i due ebbero un figlio, Jacopo Andrea.
È scomparso il 4 giugno 2012, giorno del suo 53º compleanno.